# Erepsia urbaniana
Erepsia urbaniana är en isörtsväxtart som först beskrevs av Rudolf Schlechter, och fick sitt nu gällande namn av Schwant. Erepsia urbaniana ingår i släktet Erepsia och familjen isörtsväxter. Inga underarter finns listade i Catalogue of Life.